# SPA CL39
Le Fiat SPA CL 39 est un camion léger conçu pour le déplacement de troupes en montagne. Il succède aux modèles OM 32-35-36-37, dites "charrettes motorisées" de 1925 destinées à remplacer les charrettes tractées par des chevaux. Développé sur le modèle des tracteurs de montagne, il est moins rustique que ces dernières, plus rapide et très facile à conduire. Il voit le jour en 1938 sous la dénomination CLF (Carro Leggero per Fanteria), avec à l’origine deux motorisations différentes, l’une refroidie à l’air, l’autre à l’eau. C’est cette dernière qui a été retenue par le Regio Esercito (l'armée du Roi d'Italie), et présentée au Centro Studi Motorizzazione le 13 novembre 1938. 
Sa principale caractéristique est son extrême simplicité, une grande robustesse et une excellente maniabilité. Le véhicule est adopté par l’Armée de terre italienne en 1939 et baptisé CL39, mais il sera généralement désigné Autotracteur SPA ou L39 pour le distinguer des productions "OM". 
Le SPA CL39 a de bonnes qualités pour la traction, c’est pourquoi il a été utilisé pour tracter des mitrailleuses de 20 mm, des pièces antichars de 47/32 et l’obusier de 75/18. D’ailleurs, à partir de 1940, le CL39 est assigné en priorité aux groupes de 75/18 mod.34 (6 CL39 par groupe), aux compagnies de mortiers de 81mm (8 par compagnie) et à celles de canons de 47/32 (4 par compagnie) des divisions d’infanterie.
Ce véhicule n'a subi que très peu de modifications tout au long de sa production. Une version coloniale dotée de filtres à air a été développée à partir du CL39 et adoptée en février 1941. Elle se caractérise par une caisse abaissée et la roue de secours placée verticalement derrière la cabine.
Le "CL 39" fut une très belle réussite, alliant d'excellentes caractéristiques techniques à une simplicité de construction et d’entretien. Au total ce seront 5 642 exemplaires qui seront produits pour l'Armée de terre et de l'Air du Roi d'Italie. 
La première apparition officielle a eu lieu lors des grandes manœuvres de 1939. Ils ont ensuite été utilisés sur tous les fronts de la Seconde Guerre mondiale, la campagne de Russie et de Libye, mis à part l'AOI. En avril 1941, 1 170 CL39 étaient déployés dans les Balkans. L’organigramme de la division d’infanterie standard italienne de 1940 prévoyait une dotation de 45 CL39 par division, chiffre qui sera porté à 145 en 1943.
Après l'armistice, 198 exemplaires ont été livrés à la Wehrmacht en 1944. Quelques exemplaires sont restés en service jusqu’au milieu des années 1950. Il en reste aujourd’hui quelques exemplaires en parfait état.

## Caractéristiques techniques
- Moteur :  Fiat SPA 4 cylindres de 1 628 cm3
- Puissance :  25 ch à 2.400 tr/min
- Vitesse maximale : 38 km/h
- Poids à vide : 1 630 kg
- Charge utile : 1 000 kg
- Autonomie : 440 km sur route

## Utilisateurs
- Armée Royale italienne : 15.505 exemplaires,
- Wehrmacht : 198 exemplaires.